# Región de Dajlet Nuadibú
Dajlet Nuadibú (en árabe: ولاية داخلت نواذيبو) es la región más al oeste de Mauritania y cuya capital es Nuadibú, la segunda ciudad más grande del país. La zona limita con el Sahara al norte, Inchiri al este y el océano Atlántico al oeste. Contiene parte de la península de Cabo Blanco.
Esta región tiene un solo departamento. Es una región caracterizada por el cultivo agrícola.